# Christoph von Steube zu Schnaditz
Christoph Erdmann Freiherr von Steube zu Schnaditz (geb. 2 mei 1756) was een Duits aristocraat en diplomaat in Württembergse dienst. Hij vertegenwoordigde de Koning van Württemberg in de rang van Gezant aan het hof van Lodewijk Napoleon, Koning van Holland van 11 oktober 1806 tot 4 juni 1810. Daarna was hij van 26 juli 1810 tot 22 november 1815 gezant in München.
Aan deze gezant werden op een onbekende datum in de herfst van 1807, het moet volgens Schutte vóór 1 oktober zijn geweest, de versierselen met diamanten van een Commandeur van de Orde van de Unie uitgereikt. Hij was de enige diplomaat die zo werd onderscheiden.